# Juan Carlos Martelli
Juan Carlos Martelli fue un escritor argentino (24 de agosto de 1934 - 2008). Fue psicólogo, periodista, publicista, novelista y poeta. 
Amante de las sutilezas culinarias, se dedicó al periodismo gastronómico en los últimos años. Pero su pasión fueron la ensayística, la novelística y la poesía, género que cultivó secretamente toda su vida. Sólo el año pasado, después de su fallecimiento, un grupo de amigos ofreció, como póstumo homenaje, un libro que muestra la profundidad de su poesía (La Puerta Equívoca, Aurelia Rivera Libros BsAs. 2008). http://misitio.fibertel.com.ar/biogras/Content89801.shtml Archivado el 24 de julio de 2009 en Wayback Machine.
- De sus doce novelas publicadas, se pueden mencionar algunos títulos:
- Persona Pálida (Ed. Universitaria de Córdoba, 1962)
- Getsemaní (Ed Jorge Álvarez BsAs 1964)
- Los Tigres de la Memoria (Ed. Sudamericana,Bs As 1973) ganadora Premio Sudamericana-La Opinión cuyo jurado excepcional votó casi unánimemente por ella: Juan Carlos Onetti, Rodolfo Walsh, Augusto Roa Bastos, Julio Cortázar

Llevada al cine por Carlos Galettini en 1984 http://www.cinenacional.com/peliculas/index.php?pelicula=1815
- Gente del Sur (Ed. Sudamericana 1975)
- El Cabeza (1975, Ed. Corregidor)[1]
- Los Muros Azules (Ed. EMECE 1986)[2]
- Debajo de la Mesa (Legasa 1987): novela psicoanalítica, muy requerida en Francia por grupos lacanianos ya que su texto es un juego permanente del significante

Entre sus obras de ficción histórica:
- Melgarejo (Ed.Perfil 1997), que cuenta las aventuras y desventuras de Mariano Melgarejo un general latinoamericano indígena que gobernó Bolivia a sangre y fuego (1864-1871)
- French y Beruti (los Patoteros de la Patria (Ed. Atril 2000) que revela ciertos aspectos desconocidos de esos dos personajes históricos famosos por las cintas celestes y blancas del 25 de mayo de 1810
- Mariano Moreno, el valor y el miedo (Ed. Javier Vergara 2001), en la que describe aquel viaje agónico hacia Londres adonde nunca habría de llegar.

Su última novela —que aún permanece inédita— continúa la impronta de la novela negra (El Cabeza, Los Tigres de la Memoria, Los Muros Azules, La muerte de un Hombrecito)  y narra la historia de ciertos grupos de poder que, asociados a los gobiernos de turno, gozan de impunidad total.